# Bobochevo (obchtina)
Pour l’article homonyme, voir Bobochevo.
Bobochevo (bulgare : Бобошево) est une obchtina de l'oblast de Kyoustendil en Bulgarie.